# Nowe Dwory (Brzeźnica)
Nowe Dwory ist eine Ortschaft mit einem Schulzenamt der Gemeinde Brzeźnica im Powiat Wadowicki der Woiwodschaft Kleinpolen in Polen.

## Geschichte
Der Name des Dorfs bedeutet auf Deutsch Neuhöfen. Der Ort wurde im Jahre 1648 als Nowedwory alias Brzeźnice erstmals urkundlich erwähnt und entstand etwas früher zum größten Teil auf den Gründen von Brzeźnica, aber auch von Marcyporęba, Górki, Owsianki, Bachorowice sowie Wioska. Górki wurde im Jahr 1403 als Gorky bzw. Gorka erstmals erwähnt, später wurde es ein Weiler von Marcyporęba und in der Mitte des 16. Jahrhunderts von Nowe Dwory. Der andere heutige Weiler von Nowe Dwory, Owsianki, entstand als ein selbstständiges Dorf wahrscheinlich in der Mitte des 16. Jahrhunderts. Der Ort Wioska (wörtlich Dorf) wurde von Jan Długosz in den Jahren 1470 bis 1480 als Wyostra ad alodium dicta Gorky im Besitz den schlesischen Radwaniten erwähnt. Die erste von namensgebenden neuen Hofen wurde in Wioska später gebaut. Bachorowice wurde erst im Jahre 1758 erwähnt und ist heute ein Weiler von Marcyporęba, aber mit eigenem Schulzenamt.
Bei der Ersten Teilung Polens wurde Nowe Dwory 1772 Teil des neuen Königreichs Galizien und Lodomerien des habsburgischen Kaiserreichs (ab 1804).
1918, nach dem Ende des Ersten Weltkriegs und dem Zusammenbruch der k.u.k. Monarchie, wurde Nowe Dwory wieder Bestandteil von Polen. Unterbrochen wurde dies nur durch die Besetzung Polens durch die Wehrmacht im Zweiten Weltkrieg.
Von 1975 bis 1998 gehörte Nowe Dwory zur Woiwodschaft Bielsko-Biała.

## Verkehr
Durch Nowe Dwory verläuft die Staatsstraße DK 44, die Gliwice über Oświęcim mit Kraków verbindet.